# Slow Mirror, Wicked Chair
Slow Mirror, Wicked Chair is het zesde studioalbum van de Nederlandse band Scram C Baby. Het album verscheen in augustus 2010.

## Opnamen
Hoewel de demo's voor het nieuwe album weer in de eigen studio waren opgenomen, wilde de band voor het volgende album uiteindelijk toch graag ouderwets de studio in. Wederom gebeurde dit met Frans Hagenaars in Studio Sound Enterprise te Weesp. De line-up was dezelfde als waarmee de vorige tour beëindigd was: Smit, Van Praag, De Groot en de Loos.
Na de opnamen werd Marc van der Holst benaderd om de hoes en T-shirts te ontwerpen. Het album kwam op 27 augustus 2010 uit en werd gepresenteerd in een uitverkochte bovenzaal van Paradiso. "Scram C Baby heeft na 18 jaar zijn optimale vorm", aldus Hester Carvalho in NRC Handelsblad.

## Ontvangst
Het album werd zeer goed ontvangen. 3voor12 riep de plaat uit tot album van de week: "'Het zwarte schaap', tja, er is niets mis met een geuzennaam, maar beter kunnen we Scram C Baby uitroepen tot het rock 'n roll geweten van Excelsior. (...) De korte, rauwe songs klinken anno 2010 nog minstens zo scherp als vijftien jaar geleden". NRC Handelsblad en de Volkskrant gaven ieder vier sterren. "Slow Mirror, Wicked Chair staat weer vol met dit soort spitsvondige en messcherpe indiepop", aldus OOR. Alternative Blog stelde het als volgt: "kom met deze zoveelste topplaat Slow Mirror Wicked Chair nu eindelijk maar eens op met dat grotere publiek in volle Nederlandse clubs" en geeft vijf sterren. "Ook de nieuwe plaat van Scram C Baby bruist, sprankelt, verrast, verbaast, schopt en verleidt. Venijnige rechttoe rechtaan rocksongs worden moeiteloos afgewisseld met aanstekelijke indierock en altijd zijn het energieniveau en het creatieve vermogen van Scram C Baby angstig hoog", concludeerde Erwin Zijleman in webzine Krenten Uit De Pop.

## Tribute album
Naar aanleiding van de presentatie van het live-album Eau De Vie waar diverse bands een cover aan de gastheren opdroegen, werd in samenwerking met Excelsior Recordings en 3voor12 besloten om een aantal bands te vragen hun coverversie vast te leggen. Dit mondde uit in een tribute album van 23 bands, met bijdragen van onder andere Spinvis, Roald van Oosten, Check 1-2, Bauer, Moss, Awkward I, Tracy Bonham, Hallo Venray, Hospital Bombers, Dazzled Kid en Meindert Talma. 3voor12 plaatste dit album op bandcamp, waar het nog altijd te vinden is. De plannen om het album ook fysiek uit te geven, zijn uiteindelijk nooit verwezenlijkt.

## Muzikanten
- John Cees Smit - zang
- Frank van Praag - gitaar
- Geert de Groot - basgitaar, gitaar, synth
- Marit De Loos - drums, zang

Gastmuzikanten
- Tinca Veerman
- Carol van Dijk

## Nummers
1. Attention
2. M.a.r.i.t.
3. Mothership Connection
4. Ear Truck
5. Sunburnt
6. Entrepeneur
7. Next Time
8. The Lonely Champion
9. Tebaxtro
10. Manage Too
11. Genius
12. Hands In The Eyes Of MJ
13. Our Daughters Of The Free Will

Alle nummers zijn geschreven door Scram C Baby, de teksten zijn geschreven door John Cees Smit.

Productie door Frans Hagenaars & Scram C Baby

Extra engineer: Sietse Damen

Mix door Frans Hagenaars, Geert de Groot & Frank van Praag